# Wild Nothing
Wild Nothing är ett amerikanskt enmansband bestående av Jack Tatum. Bandet skapades 2009 av Tatum som spelar alla instrument själv men under liveuppträdanden har han ett antal bandmedlemmar till sin hjälp.

## Historia
Efter att han varit medlem i bandet Facepaint och varit en del av singer-songwriterprojektet Jack and The Whale beslöt sig Tatum under sommaren 2009 att satsa på ett soloprojekt, som blev Wild Nothing. Tatum spelade elbas, gitarr, synthesizer och trummor själv och spelade in och mixade resultatet i en studio i sitt hem. Wild Nothing inspirerades av drömsk musik av banden My Bloody Valentine, Shop Assistants, The Go-Betweens och Cocteau Twins.

## Diskografi

### Studioalbum
- 2010 – Gemini
- 2012 – Nocturne
- 2016 – Life of Pause
- 2018 – Indigo

### EP-skivor
- 2010 – Evertide
- 2010 – Golden Haze
- 2013 – Empty Estate
- 2020 – Laughing Gas

### Singlar
- "Summer Holiday" (2009, Captured Tracks)
- "Cloudbusting" (2009, Captured Tracks)
- "Nowhere" (2012, Captured Tracks)
- "Shadow" (2012, Captured Tracks)
- "Paradise" (2012, Captured Tracks)
- "A Dancing Shell" (2013, Captured Tracks)
- "To Know You" (2015, Captured Tracks)
- "TV Queen" (2015, Captured Tracks)
- "Reichpop" (2016, Captured Tracks)
- "Life of Pause" (2016, Captured Tracks)
- "A Woman's Wisdom" (2016, Captured Tracks)
- "Letting Go" (2018, Captured Tracks)
- "Partners in Motion" (2018, Captured Tracks)
- "Shallow Water" (2018, Captured Tracks)
- "Canyon on Fire" (2018, Captured Tracks)
- "Blue Wings" (2019, Captured Tracks)
- "Foyer" (2020, Captured Tracks)